# Sanja Štiglic
Sanja Štiglic, née le 10 mars 1970, est une fonctionnaire, diplomate et femme politique slovène. Elle est présidente du Conseil d'administration de l'UNICEF de 2011 à 2016.

## Biographie

### Fromation
Sanja Štiglic étudie le droit à l'université de Ljubljana.

### Carrière diplomatique
Sanja Štiglic est conseillère du ministre des Affaires étrangères slovène en 1996 et 1997 puis sous-secrétaire au ministère des Affaires étrangères en 2003 et 2004.
Elle est ambassadrice de Slovénie auprès des Nations unies à New York de 2007 à 2012 et présidente du Conseil d'administration de l'UNICEF en 2011,. En 2016, elle devient directrice générale de la Direction des affaires multilatérales, de la coopération au développement et du droit international et, la même année, elle est nommée secrétaire d'État au ministère des Affaires étrangères.
De 2017 à 2022, elle est ambassadrice de Slovénie aux Pays-Bas et représentante permanente auprès de l'Organisation pour l'interdiction des armes chimiques (OIAC).
Le 28 septembre 2023, elle est nommée secrétaire d'État au ministère des Affaires étrangères pour le gouvernement Golob.